# Pleurochloridaceae
Famille
Les Pleurochloridaceae sont une famille d'algues de l'embranchement des Ochrophyta de la classe des Xanthophyceae et de l’ordre des  Mischococcales.

## Étymologie
Le nom vient du genre type Pleurochloris, composé du préfixe pleur-, « côté ou cavité », et du suffixe chlor, « en rapport avec la couleur verte ».

## Systématique
La famille des Pleurochloridaceae a été créée en 1937 par le botaniste tchèque Adolf Pascher (1881–1945).

## Publication originale
(en)[PDF] Pascher, A. (1937). Heterokonten. In: Kryptogamen-Flora von Deutschland, Österreich und der Schweiz. (Rabenhorst, L. Eds) Vol. 11, Teil 2, pp. 161-320. Leipzig: Akademische Verlagsgesellschaft : lire en ligne.

## Liste des genres
Selon AlgaeBase (5 avril 2022) :
- Acanthochloris Pascher
- Actinellipsoidion Ettl
- Arachnochloris Pascher
- Aulakochloris Pascher
- Bracchiogonium Pascher ex Ettl
- Chlorarkys Pascher
- Chlorocloster Pascher
- Chlorogibba Geitler
- Ellipsoidion Pascher
- Endochloridion Pascher
- Isthmochloron Skuja
- Keriosphaera Pascher
- Meringosphaera Lohmann
- Monallantus Pascher
- Monodus Chodat
- Nephrodiella Pascher
- Pleurochloridella Pascher
- Pleurochloris Pascher, 1925  - genre type
- Pleurogaster Pascher
- Polyedriella Pascher
- Polygoniochloris (Pascher) Ettl
- Prismatella Pascher
- Pseudogoniochloris L.Krienitz et al.
- Pseudopolyedriopsis Hollerbach [Gollerbach]
- Radiosphaera (Pascher) Pascher
- Radiosphaerella P.C.Silva
- Raphidosphaera (Pascher) P.C.Silva
- Rhomboidella Pascher
- Schilleriella Pascher
- Skiadosphaera (Pascher) Pascher
- Sklerochlamys Pascher
- Tetrakentron Pascher, 1937[note 1]
- Tetraplektron Fott
- Trachychloron Pascher
- Trachycystis Pascher

Selon (en) WoRMS : 5 avril 2022 (+ liste espèces) :
- Goniochloris Geitler, 1928
- Meringosphaera Lohmann, 1903
- Pleurochloridella Pascher, 1939
- Schilleriella Pascher, 1932
- Skiadosphaera (Pascher) Pascher, 1938